# Панарет (архиепископ Кипрский)
Архиепи́скоп Панаре́т (греч. Αρχιεπίσκοπος Πανάρετος; ум. после 1847) — епископ Кипрской Православной Церкви, Архиепископ Новой Юстинианы и всего Кипра.

## Биография
9 июля 1821 года наместник острова Кипр, входившего в состав Османской империи, Кючюк Мехмет казнил 486 греков-киприотов, а том числе предстоятеля Кипрской церкви архиепископа Киприана, митрополитов, игуменом монастырей и других представители высшего духовенства, знатных и влиятельных греков-киприотов, старост сельских общин, имущество которых должно было экспроприировано.
Так как на Кипре не осталось одного епископа — архиепископ трое митрополитом были казнены, а единственный спасшийся епископ Тримифунтский Спиридон бежал в Рим — для замещения вдовствующих кафедр Кючюк Мехмет приказал привести из тюрьмы находившихся у него в качестве заложников четырёх клириков: эконома монастыря апостола Варнавы Иоакима, архидиакона Пафской митрополии Панарета, архимандрита Леонтия (Мириантевса) и Киринийского экзарха Дамаскина. Их привезли в архиепископскую резиденцию на тех же мулах, на которых ранее доставили к месту казни архиепископа Киприана и трёх митрополитов. Эконом Иоаким был избран архиепископом, архидиакон Панарет — митрополитом Пафским, архимандрит Леонтий — митрополитом Китийским, а экзарх Дамаскин — митрополитом Киринийским. Так как у Кипрской церкви архиерев не было, в декабре 1821 года хиротонию совершили иерархи Антиохийского патриархата: митрополиты Епифанийский Иоанникий, Селевкийский Геннадий и Эмесский Феодосий.
Архиепископ Иоаким возглавлял Кипрскую церковь менее трёх лет и в апреле 1824 года вынужден был оставить Архиепископский престол из-за недовольства подчинённого ему духовенства, обвинявшего его в продаже церковного имущества, безграмотности и неумении вести административные дела. На его место был избран митрополит Киринийский Дамаскин. Среди политических промахов архиепископа Иоакима было враждебное поведение по отношению к французским клирикам и купцам Ларнаки. Избранный на его место митрополит Киринийский Дамаскин также вынужденно покинул пост Архиепископа Кипрского из-за конфликта с мухассылом Али Рухи, добившимся его изгнания в Ыспарту (ныне Турция). Вместо него на Архиепископский престол был единогласно был избран митрополит Пафский Панарет.
В августе 1828 года вместе с ещё 11 видными киприотами написал письмо президенту Греции Иоанну Каподистрии, прося о помощи греческому сообществу Кипра, однако, не получил ожидаемого ответа.
Архиепископу Панарету удалось расплатиться с долгами Кипрской Архиепископии, чего не удалось его предшественникам, и добиться существенного сокращения налогов.
В 1830 года на собрании епископов, духовенства и прокритов в Никосии были приняты решения об организации местного самоуправления (комиссия из 4 человек при серале, комиссия из 24 человек, включая архиепископа и митрополитов, ежегодное Общее собрание, созываемое архиепископом), о назначении постоянного представителя киприотов в Константинополе, об открытии лепрозория и учреждении среднеобразовательных школ в Ларнаке и Лимасоле и центральной «Греческой школы» в Никосии на пожертвования Киккского, Махерасского, Синайского монастырей и монастыря Иоанна Златоуста близ Куцовендиса.
Осудил вспыхнувшие в 1833 году в разных частях Кипра восстания под руководством Николаоса Фисевса, Гяур-имама и иеромонаха Иоанникия из Монастыря Махера.
В октябре 1837 года архиепископ отправил в Константинополь миссию в составе митрополитов Китийского Дамаскина и Киринийского Харалампия, Хаджи-Киргениса Сариполоса и Хаджи-Иоанниса Викиса, которая добилась установления точной суммы налогов и жалованья наместника, что предотвращало злоупотребления местных чиновников.
На годы управление Кипрской церкви архиепископом Панаретом пришлось становление официальных структур общинного самоуправления грек-киприотов, в которых всё более возрастала роль мирян, что было характерной чертой жизни всех Восточных Церквей в XIX века, особенно с началом реформ танзимата, начало которым положил указ султана Абдул-Меджида от 3 ноября 1839 года, гарантировавший всем подданным вне зависимости от вероисповедания и национальности неприкосновенность их жизни, чести и имущества.
Кипрские прокриты (представители кипрской знати) Хадзи Киргенис Апегитос и А. Триандафиллидис отправились в Константинополь, где вступили в переговоры с бывшим экзархом Кипрской архиепископии Иоанникием, бежавшим с острова в 1821 году, и стали просить у турецких властей смещения архиепископа Панарета и назначения на его место Иоанникия. Переговоры были успешными. Высокой Портой были изданы указ об отставке архиепископа Панарета и берат, утверждающий Иоанникия в этой должности.
В октябре 1840 года архиепископ Панарет прибыл на Кипр вместе с только что назначенным новым правителем острова. Архиепископ Панарет 10 октября был заключён в тюрьму, где спустя 3 дня подписал отречение и был освобождён. Вступив в должность предстоятеля Кипрской церкви, архиепископ Иоанникий столкнулся с сильной оппозицией в лице сторонников смещённого архиепископа Панарета, добивавшейся его изгнания. В 1842 года они отправили жалобы на архиепископа Иоанникия Константинопольскому Патриарху, но прибывшая на Кипр комиссия не нашла ничего предосудительного в действиях архиепископа Иоанникия.
После отставки жил в течение года в монастыре святого Ираклидия. Затем он переехал в Омодос, где пробыл год и скончался после 1847 года.